# Fritz Henn (Mediziner)
Fritz A. Henn (* 26. März 1941 in Alden, Pennsylvania) ist ein US-amerikanischer Psychiater. Er leitete von 1994 bis 2006 das Zentralinstitut für Seelische Gesundheit in Mannheim.

## Leben und Wirken
Prof. Henn, Sohn deutscher Emigranten, studierte zunächst Biologie, dann Medizin. 1981 erhielt er seine erste ordentliche Professur und leitete ab 1982 mehrere psychiatrische Kliniken und Forschungseinrichtungen. Vor seinem Wechsel nach Deutschland war er von 1983 bis 1994 Direktor des Forschungsinstituts für Seelische Gesundheit an der State University of New York at Stony Brook.
1994 wurde er Nachfolger von Prof. Heinz Häfner am Zentralinstitut für Seelische Gesundheit in Mannheim. Er hat in seiner Funktion als Institutsdirektor die Krankenversorgung und Forschungsausrichtungen des Instituts wesentlich weiter entwickelt und ausgebaut. Die bis dahin eher epidemiologischen Forschungsschwerpunkte wurden von neurobiologischen und bildgebenden Forschungsansätzen abgelöst. Unter seiner Leitung konnte an der Klinik für abhängiges Verhalten und Suchtmedizin der erste Lehrstuhl für Suchtforschung in Deutschland sowie die Gerontopsychiatrie als Forschungsabteilung etabliert werden. Im Jahr 1998 wurde er zum Mitglied der Leopoldina gewählt.
Er war bis 2006 Sprecher des vom Bundesministerium für Bildung und Forschung geförderten Kompetenznetzes Demenzen. Nach seiner Emeritierung kehrte er wieder zurück in die USA und wurde Co-Direktor am Brookhaven National Laboratory, wo er für den Bereich Lebenswissenschaften verantwortlich ist.

## Ehrungen und Auszeichnungen
- Bundesverdienstkreuz am Bande (2008)